# Église Saint-Maurice de Buxerolles
L'église Saint-Maurice est une église catholique située à Buxerolles en Côte-d'Or dont les parties les plus anciennes datent du XIIe siècle.

## Localisation
L’église Saint-Maurice est située au centre du village de Buxerolles.

## Historique
L'église Saint-Maurice est fondée au XIIe siècle par l'abbaye Saint-Étienne de Dijon. Elle revient à l'évêché de Langres au XVIIIe siècle. La nef est du XIIe siècle et le chœur du XIIIe siècle. Le clocher est construit vers 1877 par Hannaire architecte à Rosoy (Haute-Marne)

## Architecture et description
L’église de plan allongé à nef unique avec voûte d'ogives présente un escalier à vis demi-hors-œuvre. Une haute flèche en maçonnerie surmonte le clocher monumental ornementé situé en façade au-dessus du porche d'entrée. La construction est en pierre et le toit à longs pans est couvert d’ardoises.

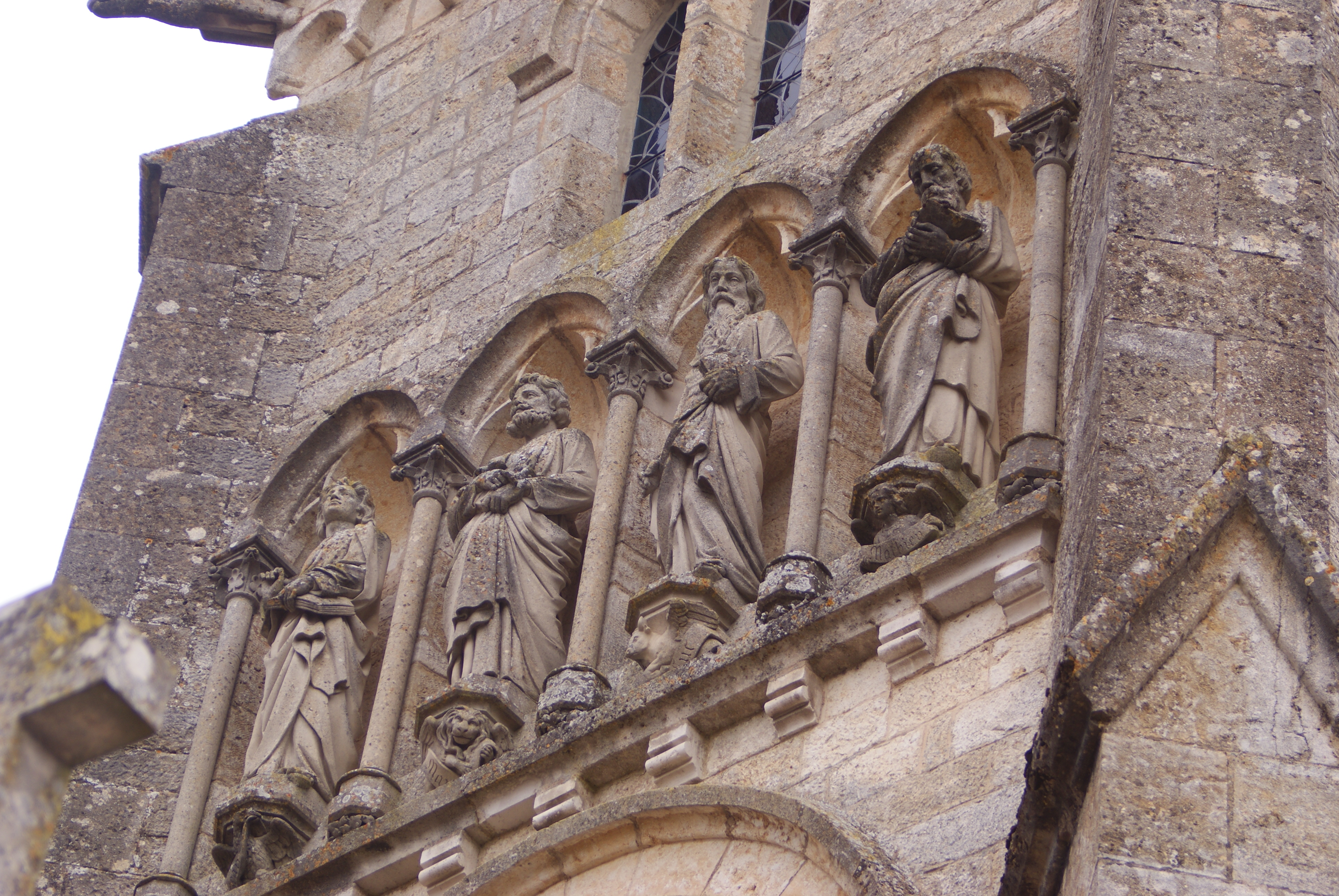
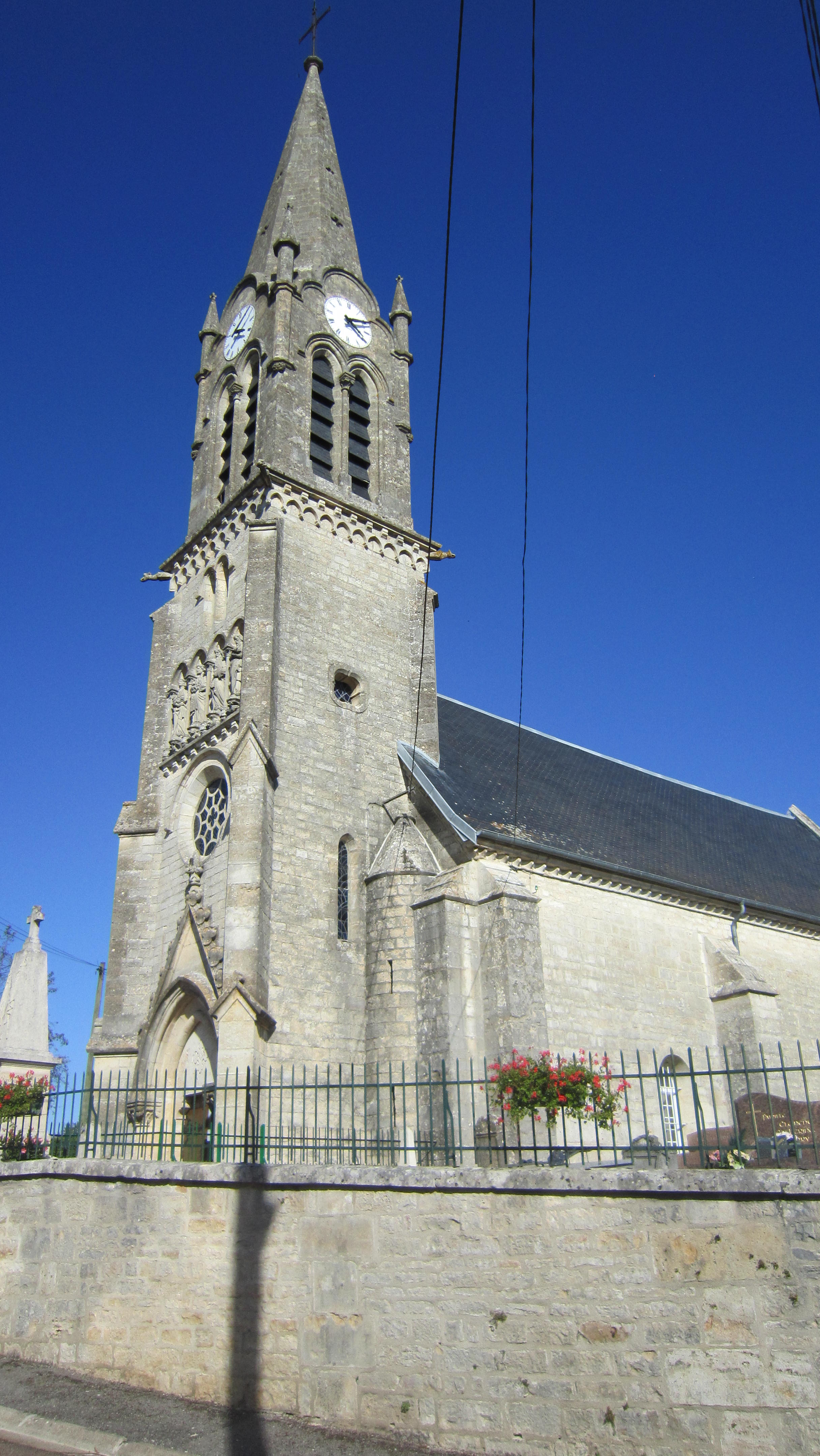
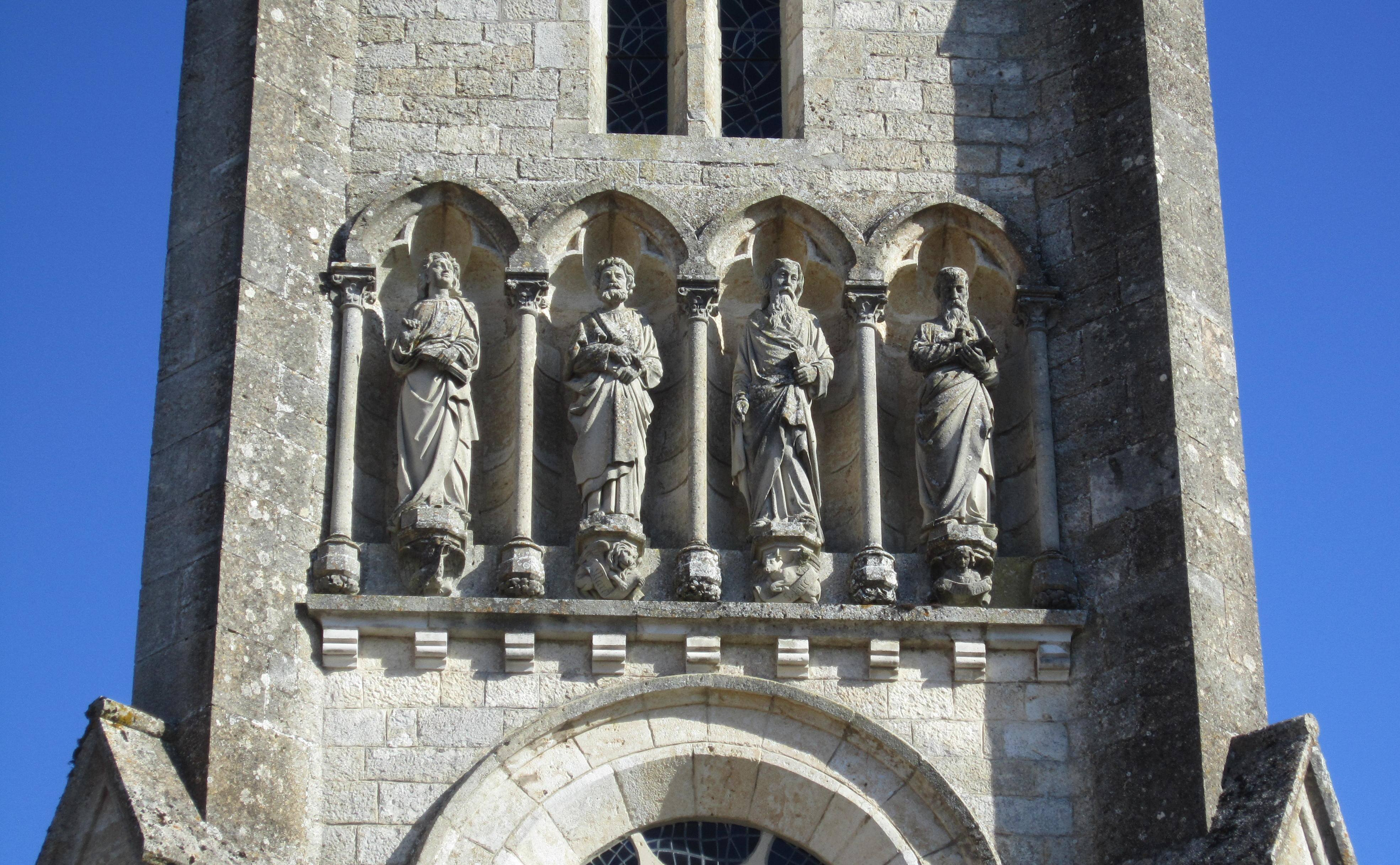